# Thomas Godfrey
Thomas Godfrey (december 1704 i Bristol, Pennsylvania – december 1749) var en optiker och uppfinnare i de brittiska kolonierna i Nordamerika. Omkring 1730 uppfann han oktanten. Vid ungefär samma tid uppfann engelsmannen John Hadley också oktanten, oberoende av Godfrey.
Godfrey föddes på sin familjs gård i Bristol Township, nära Germantown i Pennsylvania.
Benjamin Franklin skrev mycket om Godfrey i sin självbiografi. Där beskrivs han som en "stor matematiker", som likafullt inte var någon särskilt trevlig bekantskap, eftersom han begärde att allt som sades när man konverserade med honom måste uttryckas med en väldig precision.